# Mariam Jambakur-Orbeliani
Mariam Jambakur-Orbeliani (géorgien : მარიამ ჯამბაკურ-ორბელიანი), née en août 1852 et morte en août 1941, est une noble géorgienne, philanthrope, éducatrice et militante féministe.

## Biographie

### Jeunesse
La princesse Mariam Orbeliani naît en 1852. Elle est la fille du prince Vakhtang Orbeliani (en), poète et général, et d'Ekaterina Illinskaya. En 1870, elle termine ses études aux Cours pour femmes de Tbilissi. Elle épouse le comte Alexander Jambakur-Orbeliani, un propriétaire terrien de Lamiskana dans la région de Shida Kartli,.

### Activisme social
En 1879, Mariam Orbeliani devient membre fondatrice de l'Association pour la promotion de l'alphabétisation des géorgiens. Pendant 33 ans, elle dirige également l'Association des femmes enseignantes, dont l'objectif est de promouvoir l’embauche de femmes dans les établissements d’enseignement et de protéger les enseignantes. En outre, elle lève des fonds pour ouvrir la première école pour femmes géorgiennes du pays.
En 1882, elle est élue au conseil d'administration de l'Association de la préservation de la noblesse.
En 1884, elle publie le recueil complet des poèmes de son père, décédé quatre ans plus tôt. Supportrice des magazines pour enfants Jejili, Nakaduli et de l'association féminine « Education », sa connaissance de plusieurs langues européennes lui permettent de traduire Shakespeare, Molière, Hugo et Daudet.
Aux côtés d'Ivane Javakhishvili, époux d'Anastasia Orbeliani, sa nièce, Mariam participe activement au mouvement social pour la création de l'université d'État de Tbilissi (TSU) en 1918.

### Fin de vie
Après l'annexion de la Géorgie par l'Union soviétique en 1921, Mariam Orberliani se concentre sur son travail pédagogique et de traduction. Elle se retire progressivement des luttes et meurt en 1941 à l'âge de 89 ans.

## Héritage
Le Centre national des manuscrits de Géorgie possède une archive dédiée à Mariam Orberliani. Celle-ci contient 1 123 documents qui concernent sa biographie et ses activités sociales, ses œuvres et sa correspondance.
Elle a créé les kakluchas (ou bonbons Oberliani), une friandise géorgienne à base de noix et de sucre caramélisé.

## Reconnaissance
En 2014, la ville de Tbilissi renomme une rue à son nom. Elle fait partie de dix géorgiennes sélectionnées, aux côtés d'Anastasia Tumanishvili-Tsereteli et Mariam Ivanishvili-Demuria.